# Handball-Regionalliga Süd 1969/70
Die Saison 1969/70 der Handball-Regionalliga Süd war die erste Spielzeit der neu gegründeten Handballliga, die vom Süddeutschen Handballverband (SHV) organisiert wurde, als zweithöchste Spielklasse im deutschen Ligensystem eingestuft war und der Süddeutsche Meister erstmals über eine Ligameisterschaft ermittelt wurde. Vor Einführung der Regionalliga Süd wurden die „Süddeutschen Meister“ über Endrundenturniere ausgespielt.

## Süddeutsche Meisterschaft

Landkarte Handball-Regionalliga. Die beiden linken blauen Felder umfassten zu der Zeit den Bereich
der Regionalliga Süd bzw. des SHV

Meister wurde der TSV Milbertshofen, der damit auch für die Aufstiegsspiele zur Handball-Bundesliga 1970/71 berechtigt war und sich dabei gegen die SG Dietzenbach, Meister der RL-Südwest, erfolgreich durchsetzen konnte. Vizemeister wurde die TSG Oßweil, jedoch ohne Qualifikation für die Aufstiegsspiele.

## Gründungsmitglieder der Liga
Teilnahmeberechtigt waren jeweils die Meister und Vizemeister des Vorjahres aus den Endrunden Baden, Verbandsliga Südbaden, Verbandsliga Württemberg und der Bayernliga. Der Drittplatzierte der Württembergliga rückte für den Vorjahresmeister und Bundesligaaufsteiger TSV Rintheim nach. Hinzu kam noch der Bundesligaabsteiger, der das Teilnehmerfeld der Neunerliga komplettierte.
| - TSV Birkenau (Absteiger) - TSG Ketsch (2. Baden) - SG 07 St. Leon (3. Baden) - TuS Schutterwald (1. Südbaden) - FT 1844 Freiburg (2. Südbaden) | - TSG Oßweil (1. Württemberg) - TS Göppingen (2. Württemberg) - TSV Allach 09 (1. Bayern) - TS TSV Milbertshofen (2. Bayern) |  |

## Modus
Es wurde eine Hin- und Rückrunde gespielt mit je acht spielen. Der Erstplatzierte war Süddeutscher Meister, die
 drei Letztplatzierten waren die Absteiger in die Landesverbände.

### Abschlusstabelle
Saison 1969/70 
|    | Mannschaft        | Spiele | Punkte |
| -- | ----------------- | ------ | ------ |
| 1. | TSV Milbertshofen | 16     | 28:4   |
| 2. | TSG Oßweil        | 16     | 25:7   |
| 3. | TSV Birkenau (A)  | 16     | 20:12  |
| 4. | FT 1844 Freiburg  | 16     | 18:14  |
| 5. | TSV Allach 09     | 16     | 16:16  |
| 6. | TSG Ketsch        | 16     | 15:17  |
| 7. | TS Göppingen      | 16     | 10:22  |
| 8. | TuS Schutterwald  | 16     | 8:24   |
| 9. | SG 07 St. Leon    | 16     | 4:28   |

 Süddeutscher Meister und für die Aufstiegsspiele zur Handball-Bundesliga 1970/71 qualifiziert
  „Für die Regionalliga Süd 1970/71 qualifiziert“ 
  „Absteiger“

## Aufstiegsspiele
Es wurde ein Hin- und Rückspiel ausgetragen, wobei Punkte und Tore aufaddiert wurden.

TSV Milbertshofen (Süd): SG Dietzenbach (SW) 13:15 / 18:13 = 31:28

Damit war der TSV Milbertshofen für die Handball-Bundesliga 1970/71 qualifiziert.

## Frauen
- 1. 1. FC Nürnberg